# Liste du patrimoine culturel immatériel de l'humanité en Ouzbékistan
Cet article recense les pratiques inscrites au patrimoine culturel immatériel en Ouzbékistan.

## Statistiques
L'Ouzbékistan ratifie la convention pour la sauvegarde du patrimoine culturel immatériel le 29 janvier 2008. La première pratique protégée est inscrite en 2008.
En 2024, l'Ouzbékistan compte 16 éléments inscrits au patrimoine culturel immatériel, 15 sur la liste représentative et un sur le registre des meilleures pratiques de sauvegarde.

## Listes

### Liste représentative
Les éléments suivants sont inscrits sur la liste représentative du patrimoine culturel immatériel de l'humanité :
| Élément | Type | Subdivision        | Année | Lien  | Notes | Illus. |
| --- | --- | ------------------ | ----- | ----- | --- | ------ |
| La musique Shashmaqom | arts du spectacle                                                                                         |                    | 2008  | 00089 | Partagé avec le Tadjikistan |        |
| L'espace culturel du district de Boysun                                                                                                 | pratiques sociales, rituels et événements festifs traditions et expressions orales                        | Boysun             | 2008  | 00019 | |        |
| Le Katta ashula | arts du spectacle                                                                                         | Vallée de Ferghana | 2009  | 00288 | |        |
| L'askiya, l’art de la plaisanterie | arts du spectacle                                                                                         |                    | 2014  | 00971 | |        |
| La tradition et la culture du palov | pratiques sociales, rituels et événements festifs                                                         |                    | 2016  | 01166 | |        |
| Nawrouz, Novruz, Nowrouz, Nowrouz, Nawrouz, Nauryz, Nooruz, Nowruz, Navruz, Nevruz, Nowruz, Navruz                                      | pratiques sociales, rituels et événements festifs                                                         |                    | 2016  | 02097 | Partagé avec l'Afghanistan, l'Azerbaïdjan, l'Inde, l'Irak, l'Iran, le Kazakhstan, le Kirghizistan, le Pakistan, le Tadjikistan, le Turkménistan et la Turquie Étendu en 2024 à la Mongolie |        |
| Le lazgi (uz), danse de Khorezm | arts du spectacle                                                                                         | Khorezm            | 2019  | 01364 | |        |
| L’art de la miniature | savoir-faire liés à l’artisanat traditionnel                                                              |                    | 2020  | 01598 | partagé avec l'Azerbaïdjan, l'Iran et la Turquie |        |
| L'art du bakhshi | arts du spectacle traditions et expressions orales                                                        | Boysun             | 2008  | 01706 | |        |
| La sériciculture et la production traditionnelle de soie pour tissage                                                                   | connaissances et pratiques concernant la nature et l'univers savoir-faire liés à l’artisanat traditionnel |                    | 2022  | 01890 | Partagé avec l'Afghanistan, l'Azerbaïdjan, l'Iran, le Tadjikistan, le Turkménistan et la Turquie                                                                                           |        |
| La tradition du récit des anecdotes de Nasreddin Hodja / Molla Nesreddin / Molla Ependi / Apendi / Afendi Kozhanasyr / Nasriddin Afandi | traditions et expressions orales pratiques sociales, rituels et événements festifs                        |                    | 2022  | 01705 | Partagé avec l'Azerbaïdjan, le Kazakhstan, le Kirghizistan, le Tadjikistan, le Turkménistan et la Turquie                                                                                  |        |
| L'art de l'enluminure : Təzhib/Tazhib/ Zarhalkori/Tezhip/ Naqqoshlik                                                                    | connaissances et pratiques concernant la nature et l'univers savoir-faire liés à l'artisanat traditionnel |                    | 2023  | 01981 | Partagé avec l'Azerbaïdjan, l'Iran, le Tadjikistan et la Turquie |        |
| L'Iftar/Eftari/Iftar/Iftor et ses traditions socioculturelles                                                                           | pratiques sociales, rituels et événements festifs                                                         |                    | 2023  | 01984 | Partagé avec l'Azerbaïdjan, l'Iran et la Turquie |        |
| Les arts de la céramique en Ouzbékistan                                                                                                 | connaissances et pratiques concernant la nature et l'univers savoir-faire liés à l'artisanat traditionnel |                    | 2023  | 01989 | |        |
| L'art de la fabrication et de la pratique du rubab/rabab                                                                                | arts du spectacle savoir-faire liés à l'artisanat traditionnel                                            |                    | 2024  | 02143 | Partagé avec l'Afghanistan, l'Iran et le Tadjikistan |        |

### Patrimoine immatériel nécessitant une sauvegarde urgente
L'Ouzbékistan ne compte aucun élément listé sur la liste du patrimoine immatériel nécessitant une sauvegarde urgente.

### Registre des meilleures pratiques de sauvegarde
L'Ouzbékistan compte une pratique listée au registre des meilleures pratiques de sauvegarde :
| Élément | Type                                         | Subdivision | Année | Lien  | Notes | Illus. |
| --- | -------------------------------------------- | ----------- | ----- | ----- | ----- | ------ |
| Le Centre de développement artisanal de Marguilan, sauvegarde des technologies traditionnelles de fabrication d'atlas et d'adras | savoir-faire liés à l’artisanat traditionnel | Margilan    | 2017  | 01254 |       |        |